# روزوگی (شهرستان شچتنو)
روزوگی (به لهستانی:  Rozogi) یک روستا در لهستان است که در گمینا روزوگی واقع شده‌است. روزوگی ۱٬۴۱۸ نفر جمعیت دارد.